# Karznica
Karznica (Duits Wendisch Karstnitz, 1938 - 1945 Ramnitz) is een plaats in het Poolse district  Słupski, woiwodschap Pommeren. De plaats maakt deel uit van de gemeente Potęgowo en telt 203 inwoners.